# 王璿 (成化進士)
王璿（1437年—1496年），字宗舜，四川潼川州安岳縣人，民籍。

## 生平
治《易經》，由州學生中式四川鄉試第五十六名舉人，會試中式第一百十三名。年三十歲中式成化二年丙戌科第三甲第一百七十七名進士。

## 家族
曾祖王福順；祖王道玄；父王守文，知縣；母張氏。重慶下，妻高氏。行一，弟璣；玉；珩；珮；琮。